# Masakr v Dak Son
Masakr v Đắk Sơn byl jedním z největších masakrů civilního obyvatelstva spáchaných během války ve Vietnamu. Provedli jej 5. prosince 1967 příslušníci ozbrojených sil Vietkongu.
Tento válečný zločin byl spáchán v obci Dak Son, ležící asi 90 km severovýchodně od Saigonu, hlavního města Jižního Vietnamu, která měla asi dva tisíce obyvatel, mnoho z nich uprchlíků před ozbrojenci Vietkongu z jiných částí země.
Asi 600 příslušníků této organizace tuto osadu přepadlo a za pomoci plamenometů ji srovnalo se zemí, přičemž povraždili asi 252 místních obyvatel (jejichž pozůstatky se podařilo identifikovat, řada dalších byla zcela spálena), často žen a dětí, ale nejvíce mužů.

## Galerie

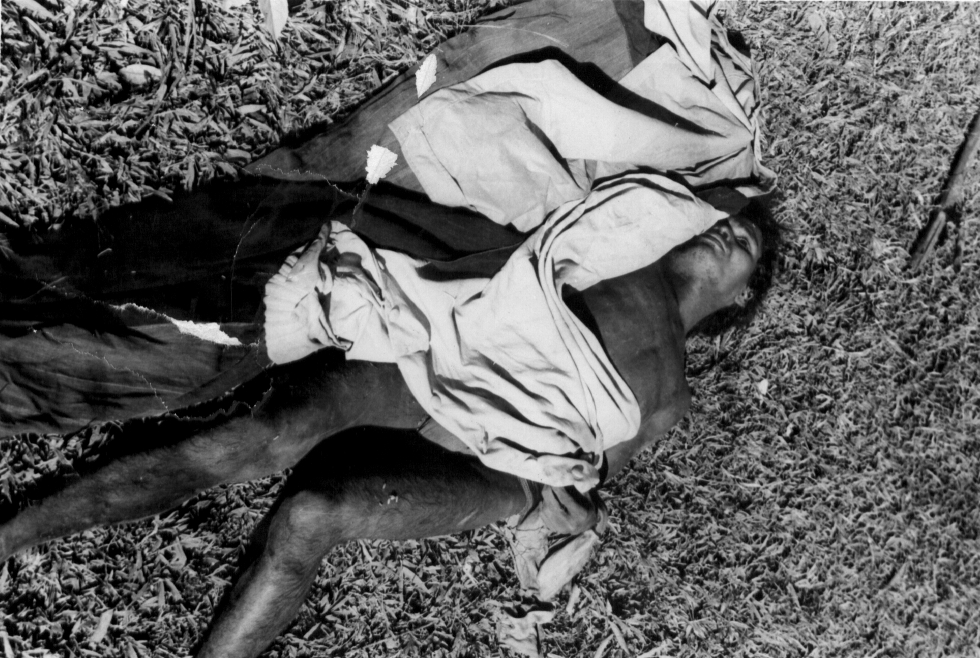
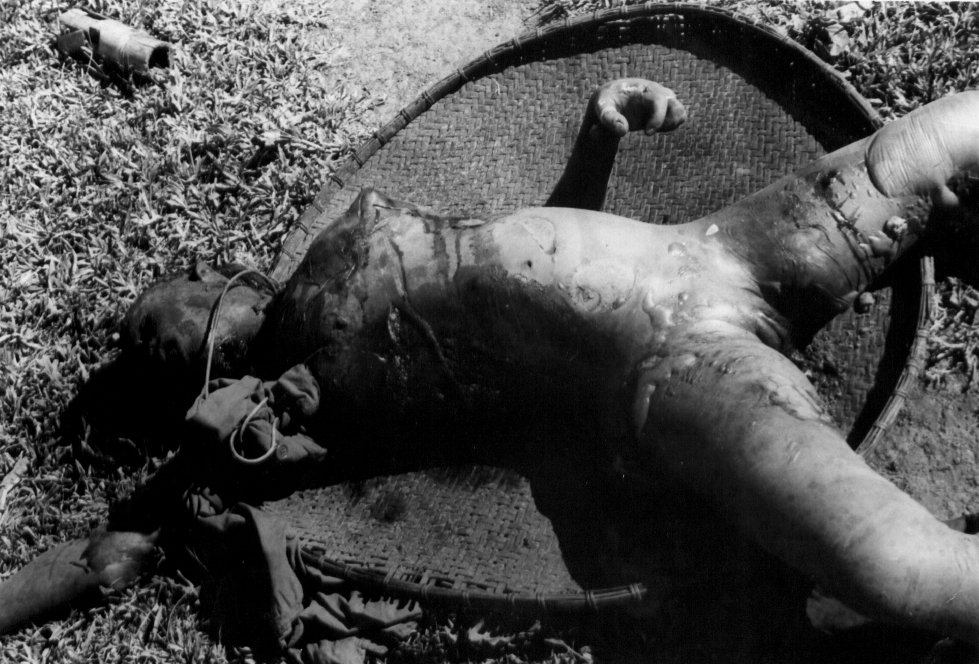
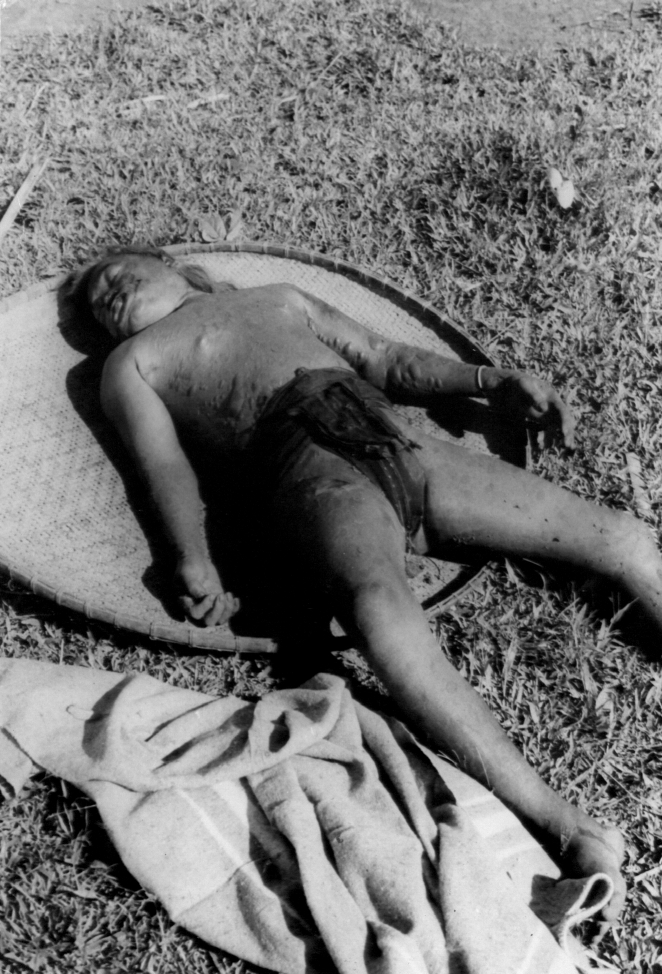
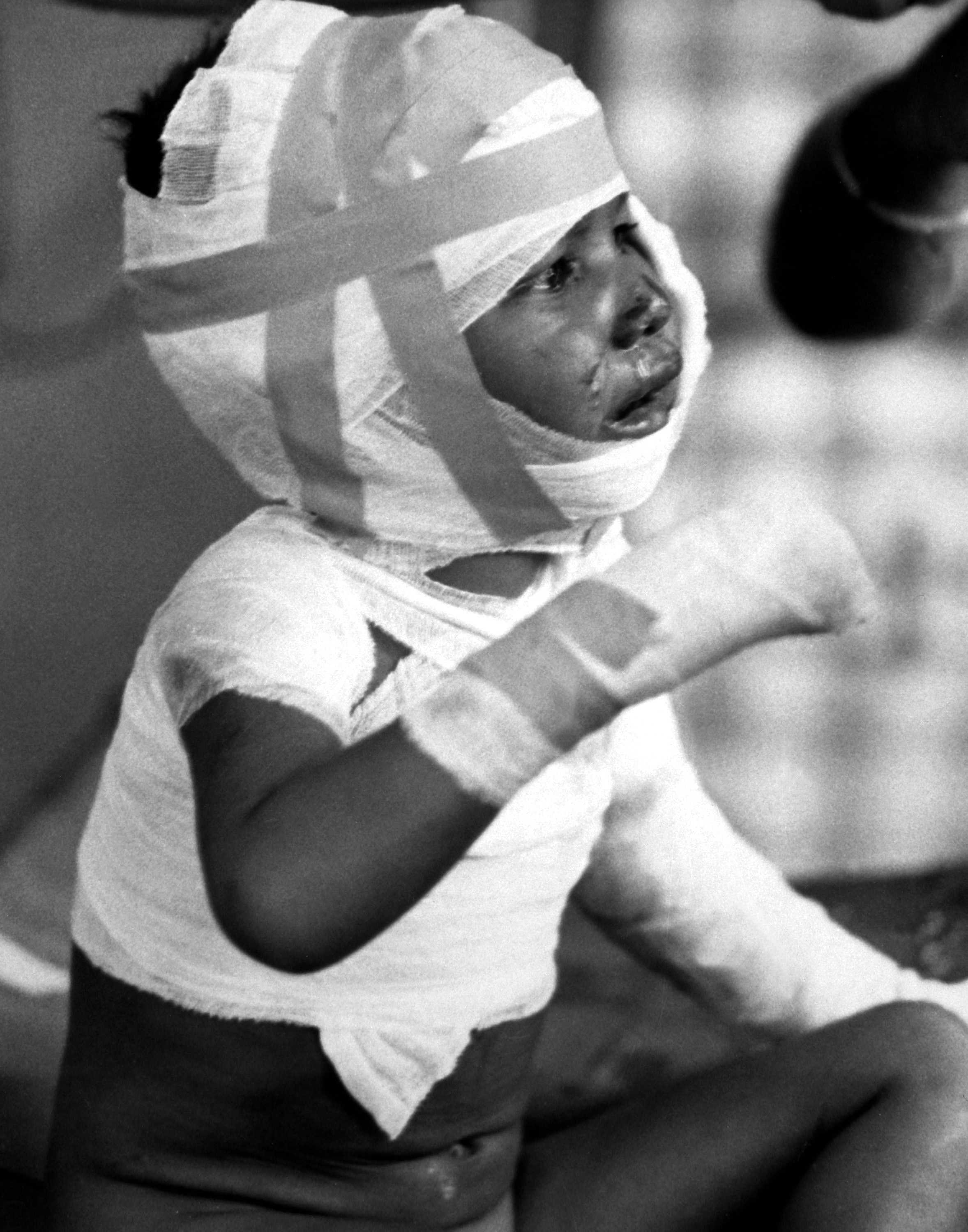